# Predators and Prey
『Predators and Prey』（プレデターズ・アンド・プレイ）は、アメリカ合衆国のテレビシリーズ『バフィー 〜恋する十字架〜』のコミック版。同名のグラフィック・ノベルがある。

## コミック

### 解説
第8シーズンの第23作目。アメリカ合衆国のダークホースコミックス社から2009年2月4日にコミックとして発行された。その後、同年9月30日に発売の同名のグラフィック・ノベルに第3章として収録された。

### ストーリー
バフィーはアンドリューからの情報で、元スレイヤーのサーモン・ドフラーが少女を誘拐したと知る。アンドリューとともに少女を救出しに出かけたバフィーだったが、アンドリューは捕えられ、バフィーはサーモンたちの罠にはまったことに気づく。バフィーはローマの劇場で、サーモンらギャングと化したスレイヤー達と対決する。

### 登場人物
サーモン・ドフラー
バンパイア・スレイヤー。バフィーの後輩。
バフィー・アン・サマーズ
バンパイア・スレイヤー。
ハーモニー・ケンドール
TVのコメンテーター。バンパイア。ここでは名前のみの登場。
アンドリュー・ウェルズ
サーモンの元ウォッチャー。

## グラフィック・ノベル
以下の作品が収録されている。

### 長編漫画
1. Harmonic Divergence
2. Swell
3. Predators and Prey
4. Safe
5. Living Doll

### 短編漫画
- Harmony Bites
- Vampy Cat Pray Friend

### 小説
- Harm
芸能雑誌のコラム風の小説。バンパイア・スレイヤーをハーモニーの視点から描いている。